# Valsa melanodiscus
Valsa melanodiscus är en svampart som tillhör divisionen sporsäcksvampar, och som beskrevs av Gustav Heinrich Otth. Valsa melanodiscus ingår i släktet Valsa, och familjen Valsaceae. Arten är reproducerande i Sverige.